# 牧島 (熊本県)
牧島（まきしま）は、熊本県天草市牧本地区にある八代海に面した島である。

## 概要
天草諸島に属し、天草上島の南に位置している。島名の由来は天草五人衆の栖本氏の有していた牧場に由来しているとされる。
リアス式海岸による風光明媚な海岸線が特徴であり、雲仙天草国立公園に指定されている。北西にある御所浦島とは長さ452メートルの中瀬戸橋で結ばれており、棚底港や水俣港からも海上タクシーや定期船でのアクセスが可能である。2021年時点の人口は294人。防風林および防潮林として植林されたアコウが点在しており、樹齢300年とされる物は天草市の天然記念物の第一号である。
波が穏やかな八代海と有明海は広大な干潟を持つ海洋生物の生息地であり、海産物が特産の一つである他、牧島と御所浦島にも絶滅危惧種のハクセンシオマネキやオカミミガイなどが見られる。
御所浦島では1997年（平成9年）に恐竜化石が発見されたため「恐竜の島」と呼ばれているが、牧島も白亜紀と古第三紀の地質を有しており、ユーパキディスカスなどのアンモナイト、貝類、日本列島最古の大型陸棲哺乳類であるコリフォドンの化石を産する。同様に、樋島も古生物の化石で知られる。
魚介類やデコポンやナツミカン等の柑橘類などが特産品である。
また、源平合戦の折の平家の落人と源義経にまつわる伝承と地名も残されている。

## 観光スポット
- 田の尻[1]
- アンモナイト館[1]
- ニガキ化石公園[1]
- 伝馬船体験[1]

## イベント
- 島あじマラソン[1]
- 夏まつり[1]
- グラウンドゴルフ大会[1]

## 関連画像
- アンモナイト館
- 牧島で出土したアンモナイト
- 中瀬戸橋と恐竜の骨格像
- 牧島の静かなたたずまい